# Aventures et Voyages (CFL)
Aventures et Voyages est une des collections du Club français du livre (CFL).

## Histoire
Mise en projet dès la fondation du CFL, cette collection fait partie des titres destinés à être offerts en cadeau aux adolescents de l'époque par un aîné, membre du club. Néanmoins la maquette est aussi éclectique que celle des autres séries du CFL et ces livres ne se distinguent pas des éditions habituelles ; la recherche artistique, notamment, y est tout à fait comparable.

## Titres publiés
1. J.-H. Rosny aîné, La Guerre du feu, roman des âges farouches, n° 1, 1948, IX-278 p., cartonnage rouge, dos noir
2. J.-H. Rosny aîné, Le Félin géant, roman des âges farouches, n° 2, 1949, 244 p., cartonnage rouge, dos noir
3. Erich Kästner, Émile et les détectives, n° 3, 1949, 184 p., trad. de Louise Faisans-Maury, format carré, cartonnage jaune
4. Mark Twain, Tom Sawyer, n° 4, 1950, VII-210 p., trad. de Pierre-François Caillé
5. Alexandre Dumas, Le Capitaine Pamphile, n° 5, 1951, 368 p., cartonnage vert
6. Édouard Corbière, Le Négrier, n° 6, 1952, XXVIII-372 p., avant-propos de Louis Pauwels
7. Henry de Monfreid, Les Secrets de la Mer rouge, n° 7, 1958, 414 p.
8. Alain Gerbault, Seul à travers l’Atlantique, n° 8, 1958, 270 p.